# 上野四郎
上野 四郎（うえの しろう）は、室町時代後期から戦国時代にかけての武将。諱は不明。細川玄蕃頭家出身。

## 概要
『東大寺過去帳』や『宗典僧正記』、『後法興院記』に名前が見える。明応4年（1495年）10月4日に京都で土一揆が発生したが、四郎はその際の「大将」であったという。その後に捕えられて13日に斬首された。
馬部隆弘は、細川玄蕃頭家出身である四郎が土一揆を扇動し大将となっていたことは、後に細川氏綱の下で土豪を内衆として取り込み京都の支配を行った細川国慶との関係性や国慶・玄蕃頭家の立ち位置を考える上で重要であるとしている。